# Giovanni Schiavo
Giovanni Schiavo (Montecchio Maggiore, 8 luglio 1903 – Caxias do Sul, 27 gennaio 1967) è stato un presbitero italiano, beatificato il 28 ottobre 2017 da papa Francesco.

## Biografia
Giovanni nasce a Sant'Urbano, piccola frazione di Montecchio Maggiore, figlio di Luigi, calzolaio, e di Rosa Fittorelli, casalinga. A quattro anni, a causa della poliomielite e della meningite, rischia seriamente di morire. Frequenta le scuole elementari nella frazione di Sant'Urbano, e le medie a Montecchio Maggiore. In questo periodo partecipa alla Messa come ministrante e pensa seriamente alla sua vocazione religiosa. Successivamente entra nella Congregazione di San Giuseppe, chiedendo di essere accolto dai Giuseppini del Murialdo, presso il seminario minore di Montecchio, dedicato all'Immacolata. Viene ordinato sacerdote il 10 luglio 1927 nel Duomo di Vicenza.
Il suo desiderio di diventare missionario viene accolto nel 1931, quando è destinato al Brasile. Il 5 Settembre arriva a Jaguarão, mentre venti giorni dopo si trasferisce ad Ana Rech, nella Microregione di Caxias do Sul. Nel 1940 inizia la costruzione del seminario a Fazenda Sousa, sempre in provincia di Caxias do Sul, che verrà inaugurato il 19 marzo dell'anno successivo. Nel 1947 fonda l'"Abrigo de Menores de São Jose", prima e importante opera sociale per i ragazzi di strada. Dal 1946 al 1951 è nominato primo superiore della provincia giuseppina in Brasile. L'attività che più lo caratterizza è quella di direttore spirituale, ricercato da confratelli della congregazione, da sacerdoti, dalle Suore murialdine di San Giuseppe e da altre religiose. 
Nel novembre del 1966 è colpito da malattia che lo porta, due mesi dopo, alla morte. La tomba si trova a Caxias do Sul, nel piccolo cimitero delle Suore Murialdine. Il 15 marzo 2015 è stata inaugurata la cappella costruita sulla sua tomba e a lui dedicata.

## Beatificazione
Ai fini della beatificazione la Chiesa cattolica ha considerato miracolosa la guarigione di Juvelino Cara che, il 12 settembre 1997, fu operato d'urgenza nell'Ospedale Saúde di Caxias do Sul, a causa di una trombosi acuta della vena mesenterica superiore. Il chirurgo rinunciò a un intervento di resezione a causa della gravità ed estensione della lesione intestinale, formulando una prognosi infausta.
La moglie e i familiari del malato cominciarono a pregare il Venerabile Giovanni Schiavo e il paziente, ricoverato in terapia intensiva, cominciò a migliorare e dopo una settimana tornò a casa in buona salute. La Consulta Medica, il 18 febbraio 2016, riconobbe inspiegabile scientificamente la guarigione rapida, completa e duratura, che papa Francesco riconobbe come operata da Dio per intercessione del Venerabile Giovanni Schiavo. La beatificazione è avvenuta il 28 ottobre 2017 a Caxias do Sul, celebrata dal cardinale Angelo Amato. La memoria liturgica è stata fissata all'8 luglio.